# Ōgimachi

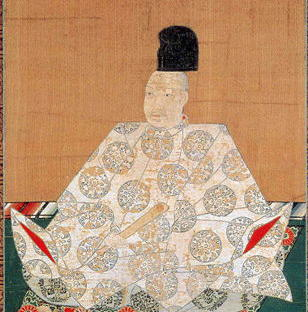
Kaiser Ōgimachi

Kaiser Ōgimachi (jap. 正親町天皇, Ōgimachi-tennō; * 18. Juni 1517; † 6. Februar 1593) war der 106. Tennō von Japan (1557–17. Dezember 1586).
Der Beginn seiner Regierungszeit fällt in die Sengoku-Zeit, die Zeit der streitenden Reiche. Weder der Tennō noch das Muromachi-Shogunat hatten noch wirkliche Macht. Japan war in zahllose Territorien zersplittert, deren Herrscher in häufig wechselnden Bündnissen Kriege gegeneinander führten. Ōgimachi benutzte Oda Nobunaga, um die Autorität als Kaiser wiederherzustellen. 1575 gelang Oda Nobunaga in der Schlacht von Nagashino ein Sieg über die Armee der Takeda, die sich hauptsächlich aus Kavallerie zusammensetzte. Dieser Sieg basierte nicht zuletzt auf dem erstmaligen Einsatz von Feuerwaffen in größerem Maßstab. In der folgenden Zeit rüstete Oda Nobunaga sich zum Kampf gegen seine verbliebenen Feinde, zwischen 1576 und 1579 errichtete er die Festung Azuchi, die später der Azuchi-Momoyama-Zeit einen Teil ihres Namens gab. 1582 wurden Oda Nobunaga und sein ältester Sohn von Akechi Mitsuhide, einem seiner wichtigsten Vertrauten und Militärführer, überfallen und zum Selbstmord gezwungen. Toyotomi Hideyoshi, der zu dieser Zeit als General für Nobunaga im Westen des Landes kämpfte, kehrte zurück, tötete den Verräter Akechi Mitsuhide und übernahm die Herrschaft. Mit Toyotomi Hideyoshi trat der zweite der drei Reichseiniger hervor. Hideyoshi war nach einigen Machtkämpfen 1585 der mächtigste Mann des Landes. 
Kaiser Ōgimachi trat am 17. Dezember 1586 zurück, Nachfolger wurde sein Enkel Go-Yōzei. Ōgimachi starb am 6. Februar 1593 im Alter von 75 Jahren.